# Han Sun-hwa
Han Sunhwa (Hangul: 한선화; nascida em 6 de outubro de 1990), mais conhecida como Sunhwa (em coreano: 선화), é uma cantora, dançarina, atriz e modelo sul-coreana. Tornou-se popular ao fazer parte do popular girl group sul-coreano Secret, onde permaneceu até 26 de setembro de 2016. Ela fez a sua estreia na televisão em 2004, durante a sua participação no "Superstar Survival" da SBS, onde foi finalista. Em 2009, ela fez um avanço na sua carreira, integrando o elenco regular de um show de variedades chamado "Invincible Youth". Juntamente com Jun Hyoseong, Jung Hana e Song Jieun, Sunhwa estreou no Secret em outubro de 2009. A CNN International Seoul listou Sunhwa como uma das 9 estrelas em crescimento do entretenimento coreano, citando-a como uma artista "multi-tarefa". 

## Discografia

### Singles
| Ano                                                                                          | Título                                    | Melhores posições nas paradas | Melhores posições nas paradas | Álbum          |
| Ano                                                                                          | Título                                    | KOR                           | KOR                           | Álbum          |
| Ano                                                                                          | Título                                    | Gaon                          | Billboard K-pop Hot 100       | Álbum          |
| -------------------------------------------------------------------------------------------- | ----------------------------------------- | ----------------------------- | ----------------------------- | -------------- |
| 2012                                                                                         | "Everything is Pretty" (com Yoo Youngjae) | 22                            | 18                            | single digital |
| "—" indica lançamentos que não figuraram nas paradas ou que não foram lançados nessa região. |                                           |                               |                               |                |

### Singles colaborativos
| Ano                                                                                          | Título                                                                         | Melhores posições nas paradas | Vendas | Álbum                                             |
| Ano                                                                                          | Título                                                                         | KOR Gaon                      | Vendas | Álbum                                             |
| -------------------------------------------------------------------------------------------- | ------------------------------------------------------------------------------ | ----------------------------- | ------ | ------------------------------------------------- |
| 2009                                                                                         | "My Boo" (Untouchable feat. Jun Hyoseong & Han Sunhwa)                         | —                             |        | Untouchable: First Mini Album                     |
| 2012                                                                                         | "M인어공주 (Mermaid Princess)" (com Jiyoung, Bora, Han Sunhwa, Gayoon & Lizzy) | —                             |        | SBS Gayo Daejun The Color Of K-Pop – Mystic White |
| "—" indica lançamentos que não figuraram nas paradas ou que não foram lançados nessa região. |                                                                                |                               |        |                                                   |

## Filmografia

### Filmes
| Ano  | Título      | Papel                | Notas |
| ---- | ----------- | -------------------- | ----- |
| 2012 | Little Hero | Líder feminina (TBA) |       |

### Dramas de televisão
| Ano       | Rede | Título                   | Papel            | Notas                          |
| --------- | ---- | ------------------------ | ---------------- | ------------------------------ |
| 2010      | MBC  | More Charming by the Day | como Kim Tae Hee |                                |
| 2011      | MBC  | All My Love              | Ela mesma        | Amiga de Geum Ji (ep. 27)      |
| 2013      | KBS2 | Ad Genius Lee Tae-baek   | Lee So-ran       | irmã mais nova de Lee Tae-baek |
| 2014      | SBS  | God's Gift - 14 Days     | Jenny            | Elenco principal               |
| 2014      | tvN  | Yeonae Malgo Gyeolhon    | Kang Se-ah       | Elenco principal               |
| 2014/2015 | MBC  | Rosy Lovers              | Baek Jang Mi     | Elenco principal               |

### Séries de televisão
| Ano         | Rede       | Título                                       | Papel         | Notas                             |
| ----------- | ---------- | -------------------------------------------- | ------------- | --------------------------------- |
| 2005        | SBS        | Superstar Survival                           | Ela mesma     | Finalista                         |
| 2007        | Mnet       | Dizzy Blind Date                             | Ela mesma     | Concorrente                       |
| 2009        | Mnet       | Secret Story                                 | Ela mesma     | Elenco regular                    |
| 2009 - 2010 | KBS        | Invincible Youth                             | Ela mesma     | Elenco regular                    |
| 2010        | MBC        | We Got Married (casal Nichkhun e Victoria)   | Ela mesma     | Convidada, Khuntoria, Episódio 1  |
| 2010        | MBC        | I Need a Family (4ª Temporada)               | Segunda filha | Elenco regular                    |
| 2010        | KBS        | Entertainers                                 | MC            |                                   |
| 2010        | MBC        | Boquet                                       | Ela mesma     | Elenco regular                    |
| 2010        | SBS        | 'Goguma' (Programa de Variedades Históricas) | Ela mesma     | Elenco regular                    |
| 2011        | SBS MTV    | MTV Special: Big Pleasure Guam               | Ela mesma     | com Secret                        |
| 2011        | KBS        | Oh! My School                                | Ela mesma     | Episódios 19, 24, 25, 26, 27, 28  |
| 2011        | KBS        | Star Golden Bell                             | Ela mesma     | Episódios 272, 283, 293, 304, 307 |
| 2011        | MBC        | Weekly Idol                                  | Ela mesma     | com Secret (27-11-11)             |
| 2011        | SBS MTV    | Let Me Show                                  | Ela mesma     | com Secret                        |
| 2012        | KBS        | Happy Together 3                             | Ela mesma     | Estrelou com Lee Joon do MBLAQ    |
| 2012        | KBS        | Hello Counselor                              | Ela mesma     | Estrelou com Song Jieun           |
| 2012        | MBC        | We Got Married (Pit Pat Shake)               | Ela mesma     | Especial do Ano Novo Lunar        |
| 2012/2013   | MBC        | We Got Married (Season 4)                    | Ela mesma     | com Hwang Kwanghee, Ep: (1-34)    |
| 2014        | MBC Every1 | Weekly Idol                                  | Convidada     | Episódio 130, com Secret          |

### Programas de shows musicais
| Ano  | Rede | Título           | Papel | Notas                                  |
| ---- | ---- | ---------------- | ----- | -------------------------------------- |
| 2010 | Mnet | M! Countdown     | MC    | com Secret (19/08/10)                  |
| 2010 | MBC  | Show! Music Core | MC    | MC convidada (11/09/10)                |
| 2011 | Mnet | M! Countdown     | MC    | MC convidada com Song Jieun (27/01/11) |
| 2011 | MTV  | The Show         | MC    | MC convidada com Sunny                 |
| 2012 | MBC  | Music Core       | MC    | MC convidada com Hana                  |

## Prêmios e indicações
| Ano  | Prêmio                                       | Categoria                            | Trabalho Indicado     | Resultado |
| ---- | -------------------------------------------- | ------------------------------------ | --------------------- | --------- |
| 2014 | 16th Seoul International Youth Film Festival | Melhor Atriz Jovem                   | Yeonae Malgo Gyeolhon | Indicado  |
| 2014 | MBC Drama Awards                             | Melhor Atriz Nova                    | Rosy Lovers           | Venceu    |
| 2014 | MBC Drama Awards                             | Prêmio de Popularidade, Atriz        | Rosy Lovers           | Indicado  |
| 2014 | MBC Drama Awards                             | Prêmio Melhor Casal com Lee Jang-woo | Rosy Lovers           | Indicado  |
| 2014 | SBS Drama Awards                             | Prêmio Estrela Nova                  | God's Gift - 14 Days  | Venceu    |
| 2015 | 51st Paeksang Arts Awards                    | Melhor Atriz Nova (TV)               | Rosy Lovers           | Indicado  |